# Zamek Runkel
Zamek Runkel – XII wieczny zamek znajdujący się w miejscowości Runkel nad rzeką Lahn w kraju związkowym Hesja w Niemczech.

## Budowa
Zamek znajduje się na stromym wzniesieniu nad brzegiem rzeki Lahn. Jest podzielony na dwie części: zamek górny i zamek dolny. W murach zamku górnego wbudowane są trzy baszty. Najwyższa wybudowana w XIII wieku pięciokątna baszta skierowana jest na zachód – w kierunku skąd najczęściej spodziewano się zagrożenia. Kolejna, również pięciokątna baszta, która została zbudowana w XIV wieku skierowana jest na sąsiedni zamek Schadeck. Od południa zamek chroni trzecia, prostokątna baszta z XV wieku. Zamek dolny zbudowano w stylu renesansowym po zniszczeniach zamku górnego w wojnie trzydziestoletniej.

## Historia
Już Celtowie uznali to miejsce za atrakcyjne i prawdopodobnie to właśnie z języka celtyckiego pochodzi nazwa zamku run-kall (w języku Celtów skała-góra). W 1159 roku w dokumentach został wymieniony Sigfridus de Runkel, ale nieco wcześniej został wybudowany zamek o tej samej nazwie prawdopodobnie na zlecenie cesarza, by chronić strategiczną przeprawę między Weilburgiem a południową częścią regionu. W czasach budowy zamku był tam tylko bród (most powstał dopiero w późnym średniowieczu). 
Ok. 1250 roku rozpoczął się spór między Siegfriedem von Runklem i jego ojcem. W wyniku kłótni ojciec Siegfrida opuścił zamek i wybudował inny po drugiej stronie rzeki (zamek Schadeck). Dietrich IV po poślubieniu Anastazji, spadkobierczyni Wied-Isenburg, zapoczątkował linię Wied-Runkel i jednocześnie zwiększył wpływy w regionie. W 1440 roku zlecił budowę kamiennego mostu przez Lahn, lecz z powodu sporów o wpływy z ceł i myta budowa została ukończona dopiero po  1448 roku. W 1595 roku rozpoczął się nowy spór o zamek, tym razem między domami Wied-Isenburg i Wied-Runkel.
Podczas wojny 30-letniej, w 1634 roku Chorwaci pod dowództwem grafa Isolaniego spalili całą miejscowość wraz z zamkiem. W wyniku zniszczeń, w 1642 roku podzamcze zostało przebudowane na dolny zamek. W XVIII wieku zamek często zmieniał załogę i tak w 1719 roku obiekt zajęły wojska hanowerskie, w 1758 roku saksońskie a w 1759 roku francuskie. W 1796 roku Francuzi zostali wyparci z zamku przez wojska księstwa Hesji-Darmstadt. W 1791 roku cesarz podniósł hrabstwo Wied-Runkel do rangi księstwa. W 1824 roku zmarł ostatni członek rodu Wied-Runkel i zamek przejął ród Wied-Neuwied.
Obecnie (2011) w zamku znajduje się muzeum, kaplica, archiwum oraz siedziba książęcego rodu Wied. Zamek górny jest zrujnowany i niedostępny do zwiedzania, możliwe jest tylko wejście na główną basztę.

## Legendy

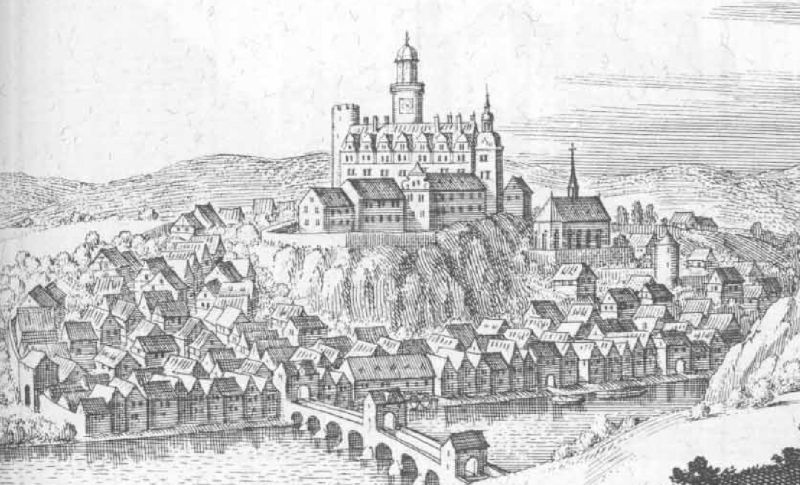
Rycina zamku z Topographia Hassiae, 1655

Dwie legendy mówią o powstaniu nazwy zamku.
W 778 roku pewien rycerz na zlecenie cesarza Karola walczył w Pirenejach przeciwko Maurom i tam na przełęczy Roncevaux został schwytany w niewolę. Wrócił do kraju i wybudował zamek, który nazwał tak jak miejsce jego pobytu w niewoli. Stąd powstała nazwa Runkel. Na zboczach naprzeciwko zamku zasadził sprowadzone z Hiszpanii winorośle i od tego czasu rośnie tu Runkeler Rote.
W 1136 roku cesarz Lothar w drodze na sejm Rzeszy zatrzymał się na polach Roncaglii niedaleko Piacenza, i tam pewien rycerz o imieniu Siegfried otrzymał wysoką pozycję w cesarskim orszaku. Dla uczczenia tego wydarzenia Cesarz nadał Sigfridowi przydomek Ronkal. A w zmienionej formie nazwa ta przeszła na jego rodzinę oraz na zamek.